# Helny Lindekrantz
Helmy "Helny" Andrea Eleonora Lindekrantz, född 1 november 1895 i Göteborg, död 2 april 1979 i Mölndal, var en svensk skulptör och målare.
Hon var dotter till verkstadschefen Theodor Eriksson och Sofia Larsson och från 1929 gift med snickarmästaren Bengt Lindekrantz. Hon studerade vid Slöjdföreningens skola  i Göteborg. Bland hennes offentliga arbeten märks träreliefen Göteborg på Niclas Sahlgrens tid som komponerades av Hubert Lärn och utfördes till Sahlgrenska sjukhuset i Göteborg och keramikkompositionen Fritid för 100 år sedan och nu för Aspenäs skola samt en trärelief i samarbete med Hubert Lärn till Svenska Lloyds M/S Patricia.  